# Billy Gilmour
Billy Clifford Gilmour (ur. 11 czerwca 2001 w Irvine) – szkocki piłkarz, występujący na pozycji pomocnika we włoskim klubie SSC Napoli oraz w reprezentacji Szkocji. Uczestnik Mistrzostw Europy 2020 oraz 2024. Wychowanek Rangers, w trakcie swojej kariery grał także w Chelsea.